# آلباشتاد
آلباشتاد (بالألمانية: Albstadt) هي Grosse Kreisstadt، مدينة وبلدة ألمانية تقع في ألمانيا في بادن-فورتمبيرغ. يقدر عدد سكانها بـ 44,578 نسمة .

## المدن التوأمة
مدن شامبيري وCommune of Bisoro هي مدن توأمة لآلباشتاد.

## أعلام
- كورت غيورغ كيزينغر
- روبرتو فلوريانو
- ماركوس كلاوسمان